# 派倫角

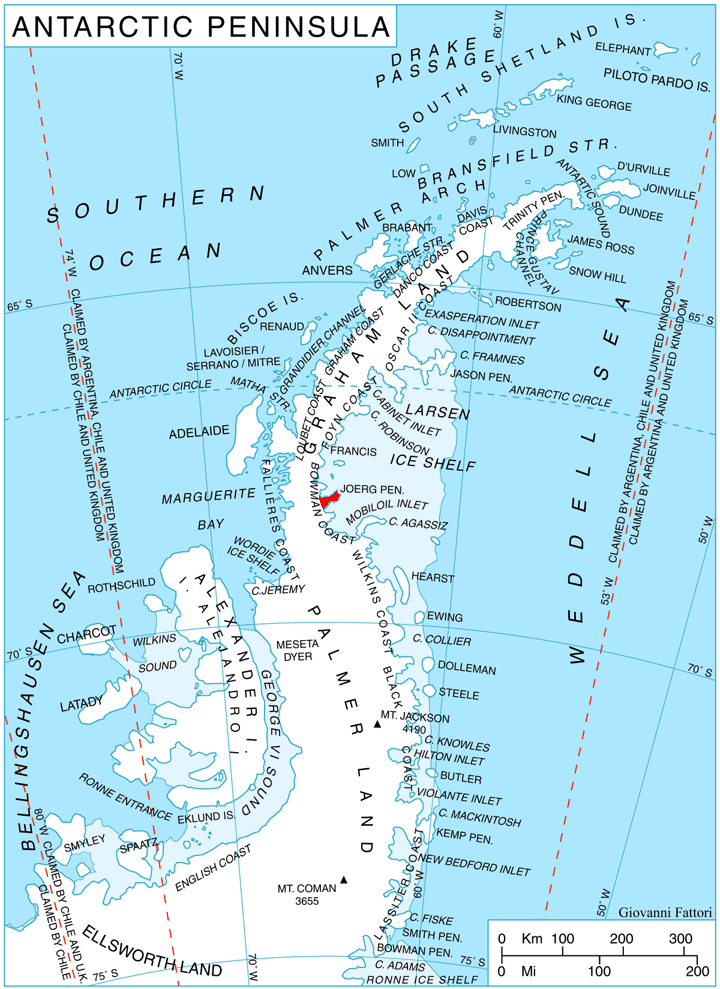

派倫角（英語：Pylon Point），是南極洲的海岬，位於葛拉漢地的鮑曼海岸，處於斯里斯萊斯冰原島峰西南面7公里，在1928年12月20日由澳大利亞探險家發現，現時由南極條約體系管理。